# Kvaløya (Troms)
Kvaløya, (Samisch:Sállir),  is een eiland in de provincie Troms in Noorwegen. Het eiland, in oppervlakte het vijfde in grootte van het land, is deel van de gemeente Tromsø. Het is door de Sandnessundbrug verbonden met Tromsøya, het eiland waarop het grootste deel van de stad Tromsø ligt. Het hoogste punt van het eiland is de berg Store Blåmann, die 1.044 meter hoog is.

## Plaatsen op het eiland
De bevolking op het eiland woont grotendeels aan de oostkust in de nabijheid van Tromsø. De dorpen Kvaløysletta en Storelva zijn feitelijk stadsdelen. Brensholmen ligt aan de andere, westelijke, kant van het eiland. Ersfjordbotn en Kaldfjord zijn dorpen in het midden van het eiland.

## Beelden van het eiland

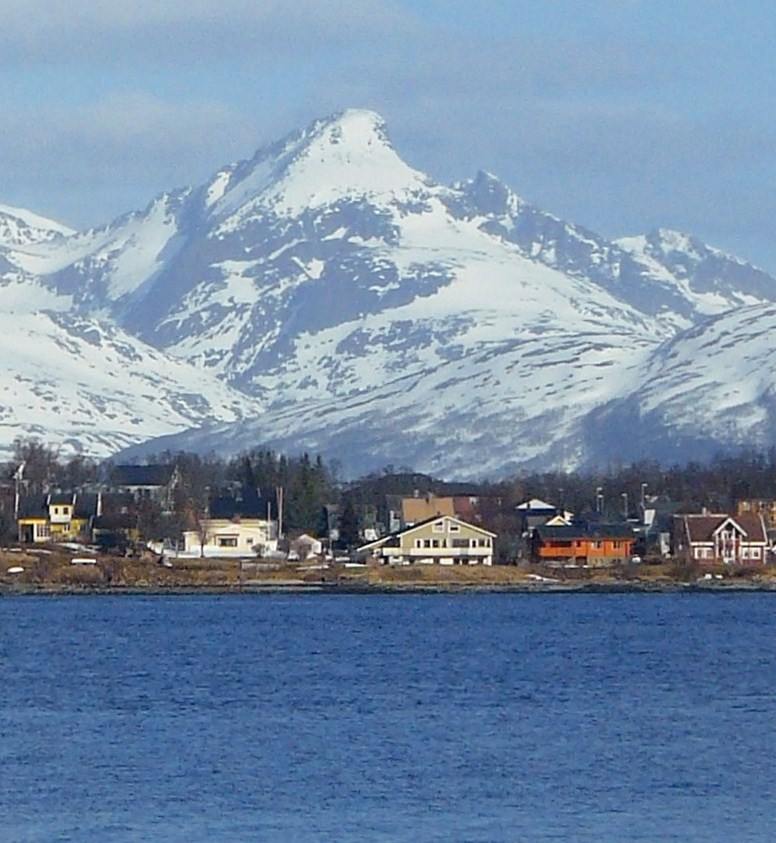
Store Blåmann
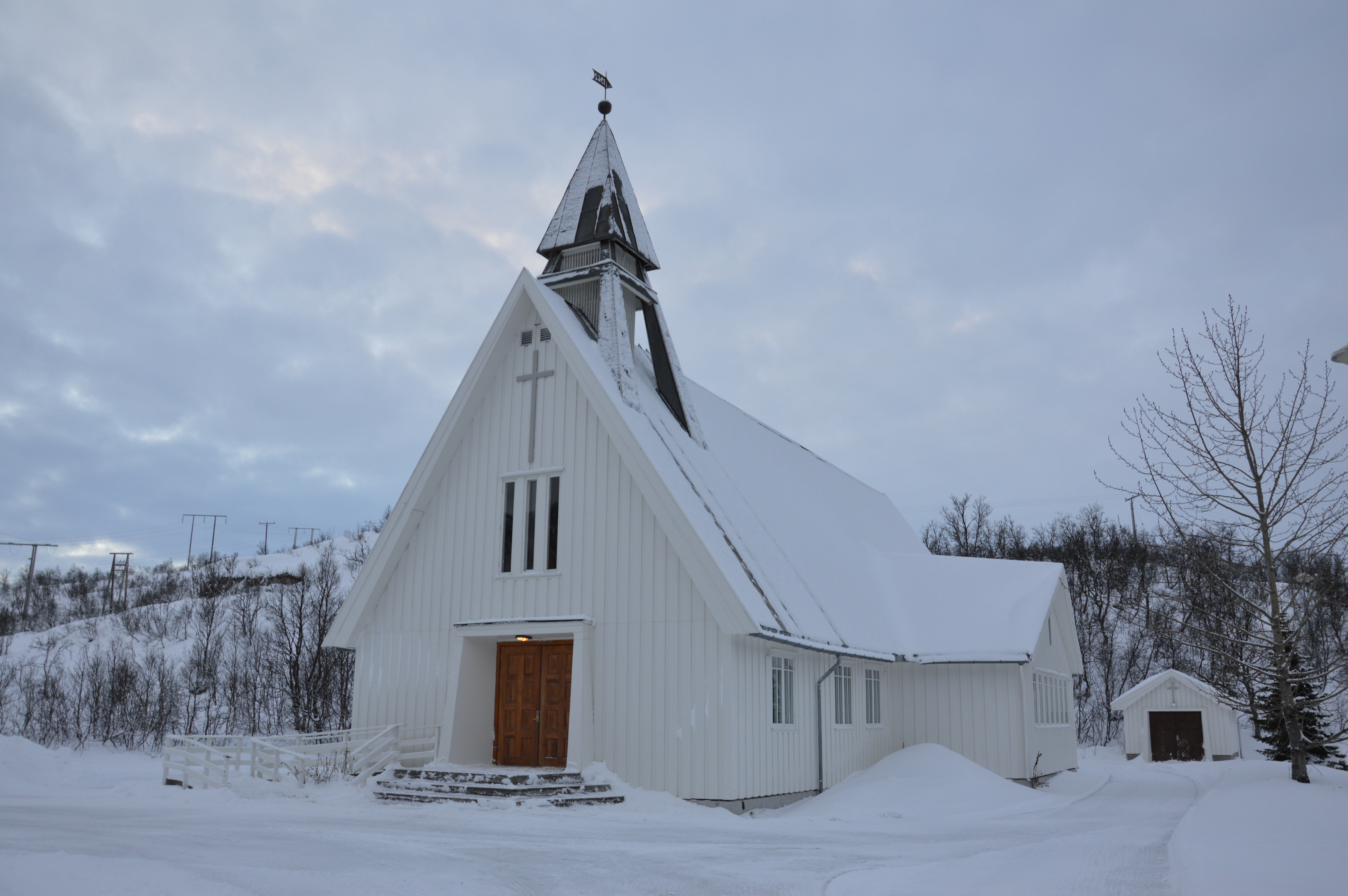
Kerk van Kvaløya
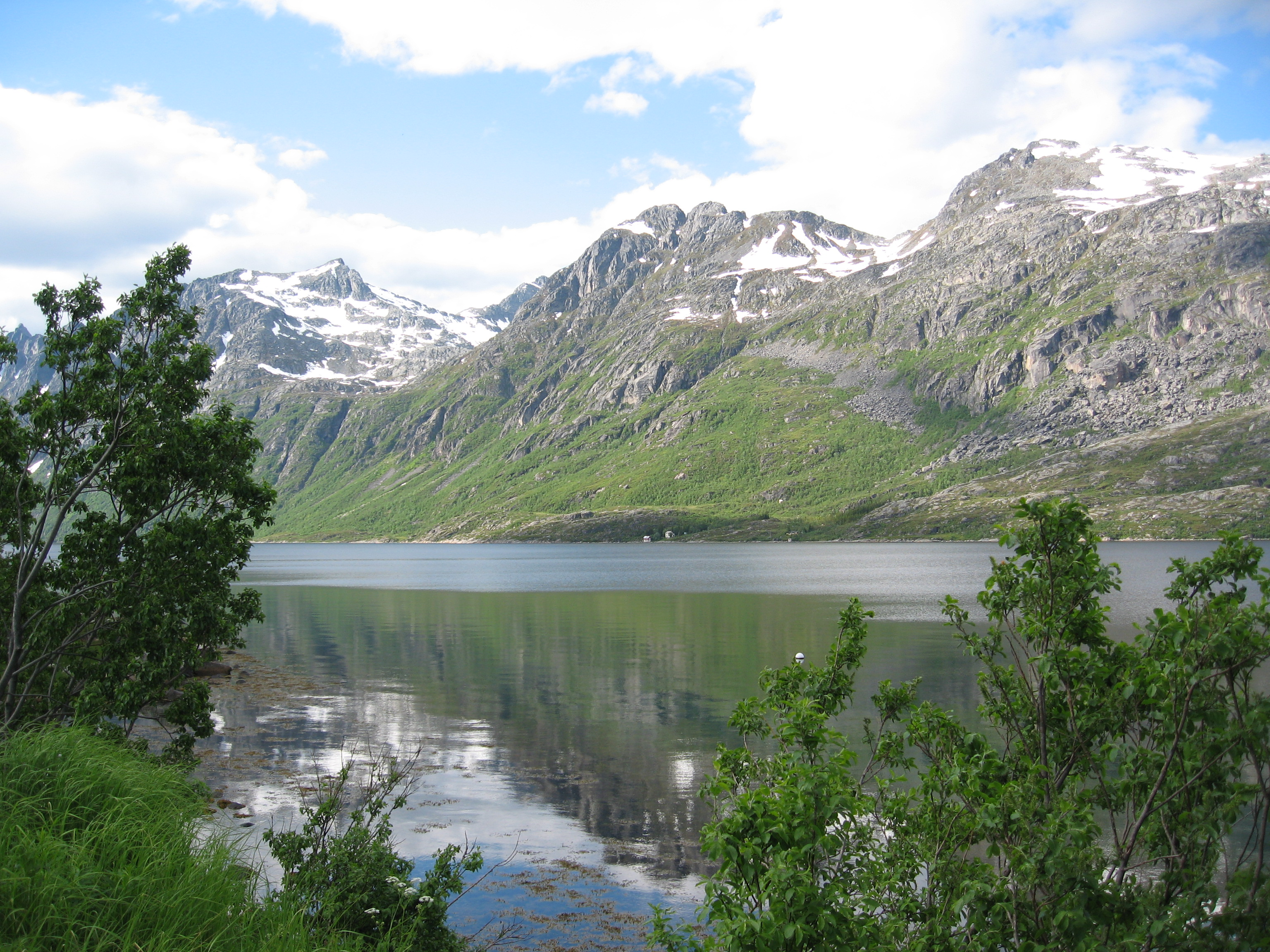
Ersfjord